# Españoleta

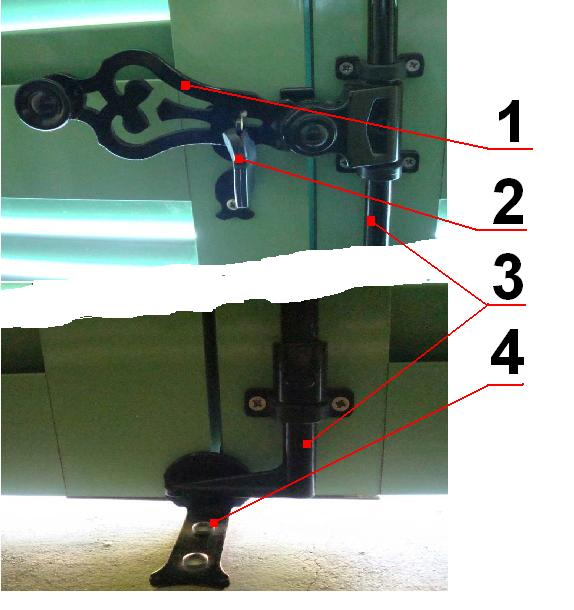
Dispositivo de bloqueo de una españoleta

Una españoleta o falleba es un dispositivo de bloqueo, normalmente montado en el marco vertical de una puerta francesa o una ventana abatible . Se conecta una manija o perilla a una varilla de metal montada en la superficie del marco, aproximadamente un metro por encima del piso. Al operar la manija, la varilla gira, la cual tiene ganchos en cada extremo que encajan en los receptáculos en el travesaño y el vierteaguas de la abertura. Este tipo de cerradura se usa a menudo en camiones semirremolque para sujetar las puertas traseras. Se puede identificar por el uso de una barra redonda, en lugar de una barra semicircular utilizada en una cremona .
En la fotografía, el brazo de palanca decorativo (1) está articulado para girar 90 grados fuera de un soporte "guardián" metálico (2), y luego se separa de la superficie de la puerta, lo que hace girar la varilla metálica redonda (3), y también el gancho en la parte inferior de la varilla para desenganchar el mecanismo del "tope" metálico (4) montado en el piso y desenganchar así la hoja de la puerta. La varilla, el gancho y el tope en la parte superior de la puerta no se muestran. La hoja de la puerta gira hacia afuera, y este tipo de tope presenta un peligro de tropiezo cuando se usa en el umbral de una puerta.